# Emanuel Felke
Erdmann Leopold Stephanus Emanuel Felke (ur. 7 lutego 1856 w Kläden, zm. 16 sierpnia 1926 w Monachium, pochowany w Bad Sobernheim) – protestancki pastor, naturopata.

## Zasługi
Jest uważany za jednego z ojców kompleksowej homeopatii. Opracował lek o nazwie Felke. Uważany jest za jednego z praojców kompleksowych leków homeopatycznych. 
Stał się znany dzięki diagnostyce z oczu (irydologii) i naturopatycznych metod leczenia za pomocą kąpieli i okładów z glinki, stąd też nadano mu przydomek „gliniany pastor”.
Wykładał irydologię licznym studentom.

## Życiorys
Od 1896 do 1914 roku pastor mieszkał i pracował w Repelen w pobliżu miasta Moers, w tym od 1912 roku był pastorem w Nadrenii. Następnie od 1915 do 1925 roku mieszkał w Bad Sobernheim i pracował jako naturopata.
Felke założył dobrze prosperujące uzdrowisko, najpierw w Repelen, a następnie w Bad Sobernheim.
Do 1914 roku Felke założył sanatoria w Berlinie, Akwizgranie, Krefeld, Kettwig, Dortmundzie i Szczecinie. Instytucje te nie mogły posługiwać się nazwą „metody Repelen” ani „metody Felke”, dopóki nie otrzymały potwierdzenia od samego Felkego, że zostały przez niego przeszkolone i upoważnione. W tym czasie w Niemczech powstało wiele wspólnot Felke, liczących łącznie ponad 2500 członków. W tym czasie ukazywało się także czasopismo „Felke”.